# Agneskloster (Prag)
Das Agneskloster (tschechisch Anežský klášter) ist eine Klosteranlage aus dem 13. Jahrhundert in der Prager Altstadt. Der Konvent ist nach seiner Gründerin Prinzessin Agnes von Böhmen benannt, die ihm von 1235 bis 1237 als Äbtissin vorstand. Das tschechische Kulturdenkmal (1978) zählt zu den bedeutendsten Werken frühgotischer Baukunst in Prag. Es war das erste franziskanische Doppelkloster nördlich der Alpen, denn neben dem Klarissen- bestand ein Kloster für Brüder des 1209 gegründeten Franziskanerordens (Ordo fratrum minorum, Orden der Minderbrüder).
1234 begann der Bau der Anlage, die sich in der Zeit ihrer Blüte über sieben Kirchen und zwei Kreuzgänge ausdehnte. Das seit dem Josephinismus säkularisierte Kloster beherbergt heute eine Dauerausstellung der Nationalgalerie Prag zur mittelalterlichen sakralen Kunst Böhmens und Zentraleuropas.

## Geschichte
Um 1231 stiftete Agnes’ Bruder, König Wenzel I., Land für den Bau eines Konvents und des St.-Franziskus-Hospitals, das 1233 erstmals erwähnt wird. In dieser Zeit trafen die ersten Nonnen aus dem italienischen Konvent San Damiano nahe Assisi ein. Ihnen schlossen sich sieben Jungfrauen aus dem böhmischen Hochadel an. 1234 legte Agnes aufgrund gescheiterter dynastischer Heiratspläne des Böhmenkönigs ihr Klostergelübde ab und das Kloster erhielt bedeutende Privilegien. Es stand nun unter dem Patronat von König Wenzel I. sowie von Papst Gregor IX.
Agnes, die für ihre enthaltsame und demütige Lebensweise bekannt war, wurde 1235 als Äbtissin eingesetzt. Bereits 1237 legte sie dieses Amt wieder nieder, verlor aber nicht an Einfluss auf das Klosterleben. Bis 1240 entstand das Männerkloster der Franziskaner Na Františku und wurde dem Klarissenkloster zugeordnet.
König Wenzel I., der 1253 starb, wurde im Presbyterium der St.-Franziskus-Kirche beigesetzt. Sein Nachfolger, Ottokar II. Přemysl, übernahm nun die Schirmherrschaft des Klosters. Prinzessin Agnes starb 1282. Sie fand in der Jungfrau-Maria-Kapelle ihre letzte Ruhestätte.

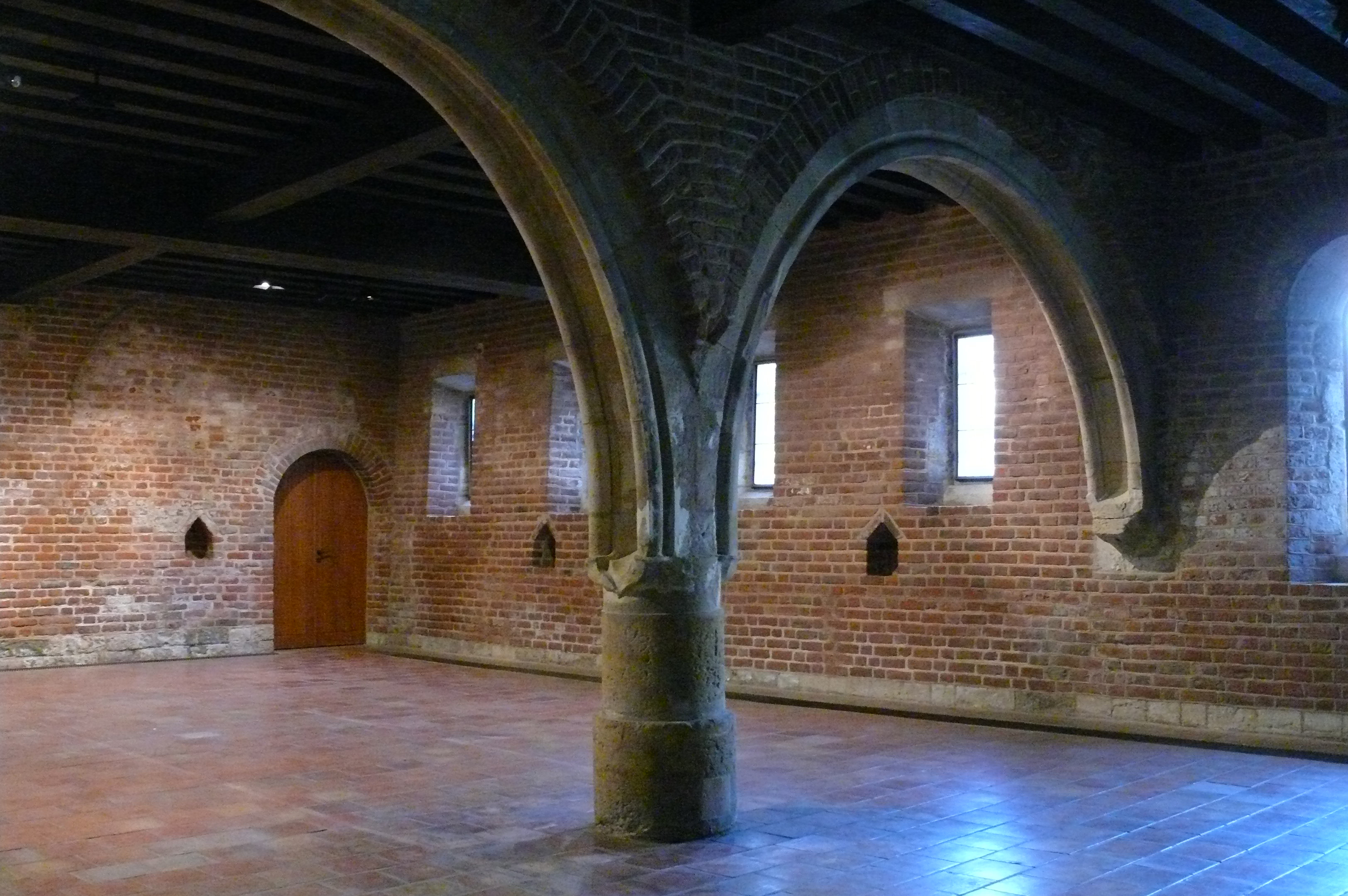
Refektorium

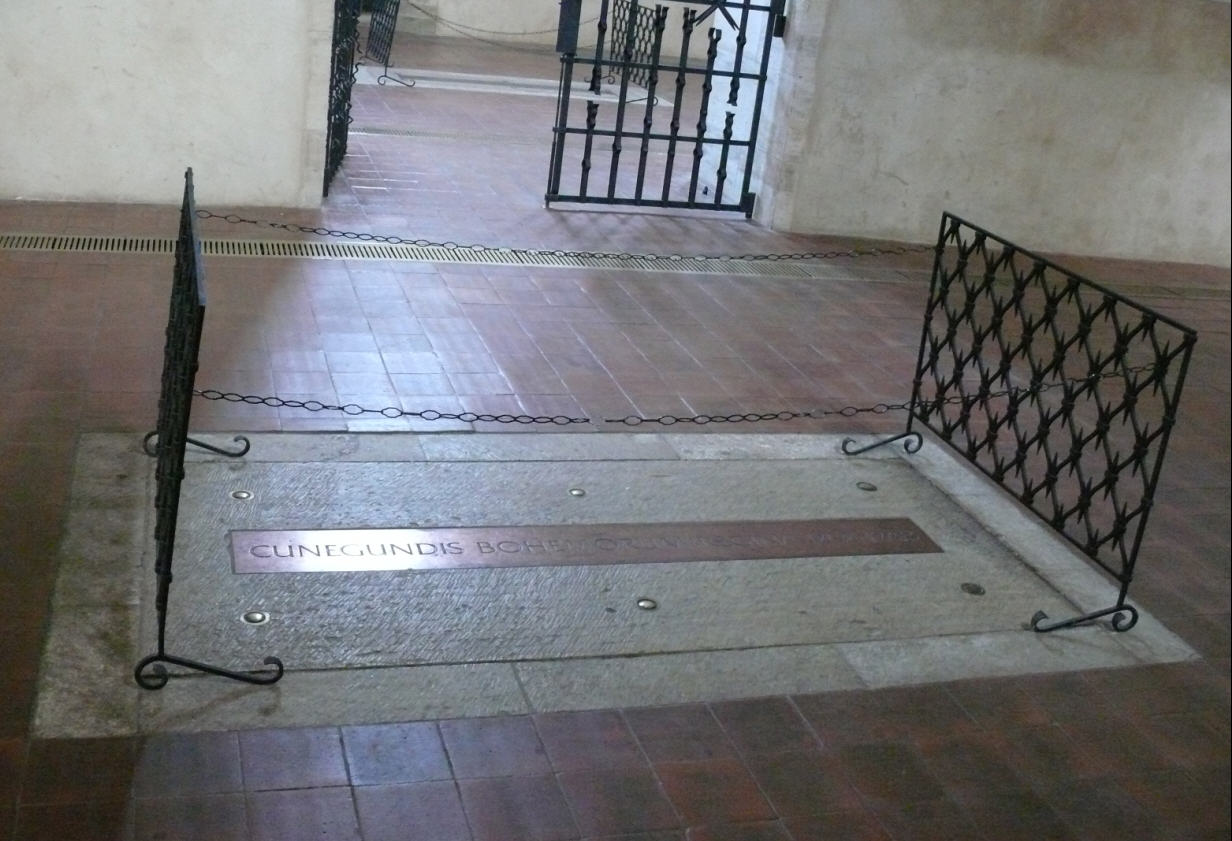
Grabstein von Kunigunde von Staufen

Die Gebäude der Anlage wurden 1343 wahrscheinlich durch einen Brand beschädigt oder zerstört. Es erfolgte ein umfangreicher Wiederaufbau. Mit dem Beginn der Hussitenkriege wurden die Nonnen 1420 aus dem Konvent vertrieben, das Mobiliar zerstört, der Grund und Boden verkauft und die Gebäude als Lagerhalle genutzt. 1439 kehrten die Klarissen und 1443 die Franziskaner zurück. Während die Nonnen 1495 das Kloster wieder verließen und in das Kloster von Panenský Týnec umzogen, blieben die Franziskaner vorerst. 1556 bezogen die Dominikaner den verfallenen Komplex, da sie ihr Domizil nahe der Karlsbrücke zugunsten der Jesuiten räumen mussten. Das Land des Klosters wurde geteilt und verkauft. Das Franziskanerkloster ging allmählich dem Niedergang entgegen.
Unter dem Befehl Erzherzog Leopolds V. von Österreich-Tirol, des Bischofs von Passau, drangen 1611 Passauer Truppen in Böhmen und auch in Prag ein, um die böhmische Königswürde im Bruderzwist im Hause Habsburg für Kaiser Rudolf II. gegen dessen Nachfolger Matthias zu verteidigen. Dies stellte sich als vergeblich heraus, da die böhmischen Stände Matthias unterstützten. Im Zuge des Einfalls wurde, vermutlich weil Leopold seine Truppen nicht bezahlen konnte, von diesen das Kloster geplündert. Die Dominikaner erhielten 1626 eine Kirche in der Prager Altstadt; das schwer beschädigte und fast unbewohnbare St.-Agnes-Kloster gelangte wieder in die Hände der Klarissen. 1689 richtete ein Großbrand in der Altstadt Zerstörungen am Kloster an.
Durch die Reformen des Kaisers Joseph II. wurde das Kloster 1782 säkularisiert. Pläne, das Gelände militärisch zu nutzen, wurden nicht verwirklicht. 1793 wurden die Konventsgebäude in einer Auktion verkauft, aufgeteilt und als Wohnraum für die Armen der Stadt genutzt. 1881 sollten die ungenutzten Gebäude abgerissen werden, da sie zum größten Teil verfallen waren. Stattdessen wurde aber das Gebiet erstmals vermessen und dokumentiert. 1893 wurde die Gesellschaft zur Erneuerung des Klosters der Gesegneten Agnes in Prag gegründet. Sie kaufte historisch wertvolle Gebäude auf und restaurierte diese als Teil des böhmischen Kulturerbes. Von 1900 bis 1914 fanden die ersten Wiederaufbauarbeiten statt. In den 1940er Jahren wurde das Gelände archäologisch untersucht. Dabei wurden bedeutende Gräber der Přemysliden entdeckt, darunter das von Agnes und Wenzel I.
1963 wurden Bereiche des Gebäudes für Teile der Sammlungen der Prager Nationalgalerie zur Verfügung gestellt. Die letzten Wiederaufbaumaßnahmen begannen 1965 und endeten 1986. Ab 1986 wurde der Komplex der Öffentlichkeit zugänglich gemacht. Nach den verheerenden Überschwemmungen 2002 fand ein allmählicher Wiederaufbau des Gebäudekomplexes statt.

## Architektur

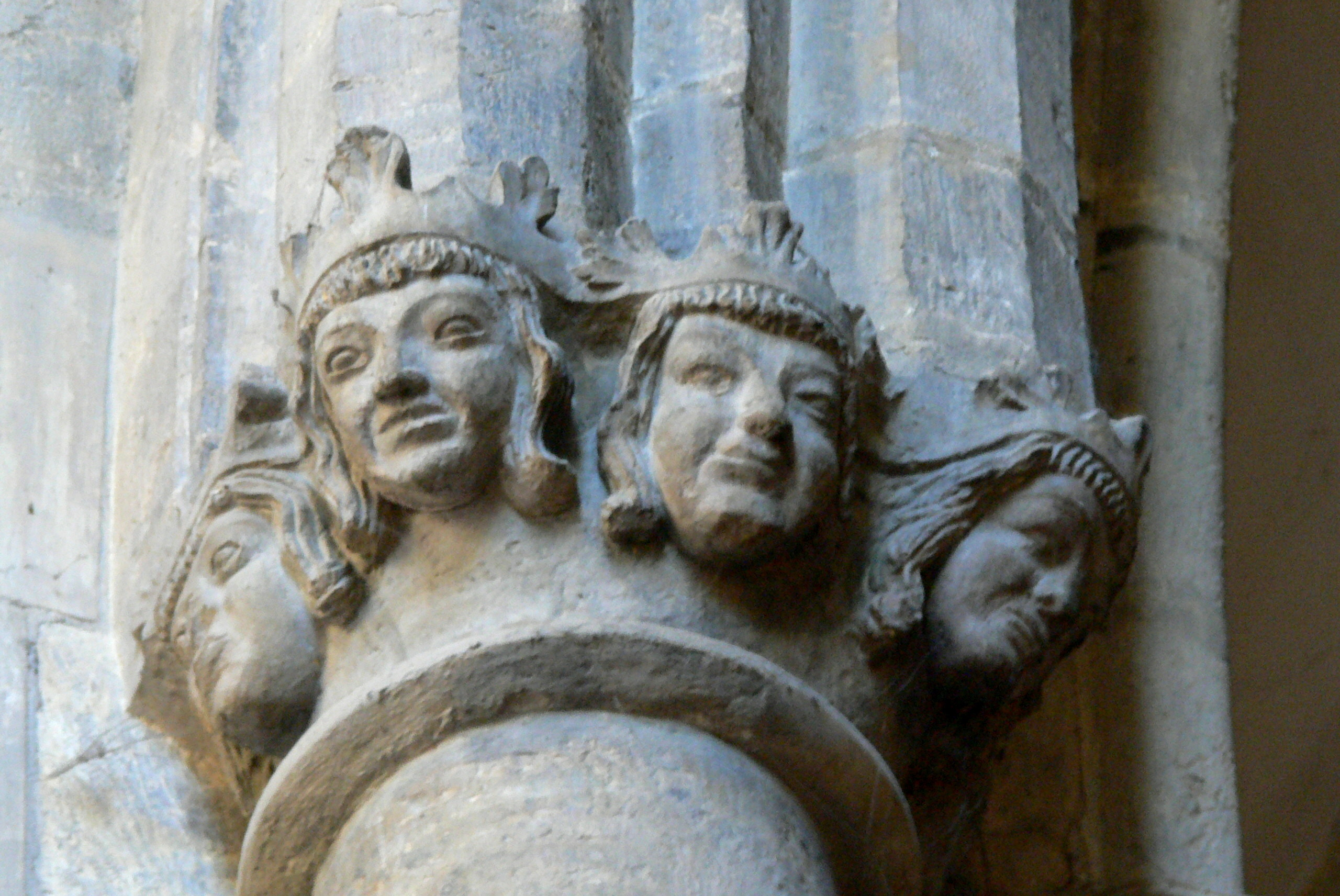
Kapitell mit Köpfen der Könige und Königinnen

Von dem ursprünglichen Bauwerk sind der Kapitelsaal, das Refektorium und ein Kreuzgang erhalten geblieben. Das älteste Gebäude, gleichzeitig auch das älteste gotische Gebäude Prags, ist die St.-Franziskus-Kirche, die im Jahr 1234 geweiht wurde. Im letzten Viertel des 16. Jahrhunderts war die Kirche bereits zerstört. Erhalten blieben der Chor, in dem bei Ausgrabungsarbeiten das Grab König Wenzels I. gefunden wurde, und die Umfassungsmauern mit Elementen frühgotischer Architektur. Das Presbyterium mit pentagonaler Apsis wurde in den Jahren 1238 bis 1245 an das Hauptschiff angebaut. An der Stelle des ehemaligen Doppelschiffs befindet sich nun ein Konzertsaal.
Von dem Ostflügel des Klosters ist ein Ziegelbau mit dem Ziegelnordgiebel erhalten geblieben. Hier kann der Kapitelsaal mit einer frühgotischen Balkendecke besichtigt werden. Ihm schließt sich das Refektorium an. Südlich der St.-Franziskus-Kirche wurden die Grundmauern des benachbarten Minoritenklosters ausgegraben.
Nordöstlich der Kirche wurde in unmittelbarer Nachbarschaft um 1350 eine weitere Kirche erbaut, an deren Stelle sich die heutige St.-Salvator-Kirche mit der Jungfrau-Maria-Kapelle befindet. Die Kapelle war ursprünglich in zwei Räume geteilt, die später zusammengelegt wurden. Ein Altar befand sich an der Ostwand. Die Kapelle diente der Segnung der Äbtissin und der Konsekration der Nonnen. Entlang der Wände waren Holzbohlen verlegt. Der Kreuzgang um den quadratisch angelegten Paradieshof entstand bis 1360. Die Kelchkapitelle der Wanddienste des Kreuzgewölbes sind mit Reliefornamenten geschmückt. Das Presbyterium der St.-Salvator-Kirche entstand gegen Ende des 14. Jahrhunderts. Sein Fächergewölbe steht auf Wanddiensten mit kunstvoll verzierten Kapitellreliefs.
Eines der beiden gegenüberliegenden Kapitelle des Kirchentriumphbogens trägt fünf Köpfe gekrönter Herrscher und Herrscherinnen. Bei Ausgrabungsarbeiten wurden im Chor die Gebeine der Klostergründerin Agnes von Böhmen entdeckt. Im Zuge dieser archäologischen Arbeiten wurden weitere Grabplatten der Přemysliden gefunden, wie die von Königin Guta (1271–1297) oder Kunigunde von Halitsch (1245–1285), Gemahlin Ottokar II.
Bis Mitte des 14. Jahrhunderts vollzog sich der Umbau des Konvents. Es erfolgte der Bau der St.-Barbara-Kirche, die nach dem Brand von 1689 barock umgestaltet wurde. Die Kreuzgangflügel erhielten eine zusätzliche Etage. Um 1375 wurde für die St.-Franziskus-Kirche ein Turm errichtet.

## Ausstellung

Madonna von Roudnice

Die Dauerausstellung der Nationalgalerie zeigt mittelalterliche Sakralkunst aus Mitteleuropa. Das älteste Sammlungsstück ist eine spätromanische Marienstatue aus Mähren. Die hauptsächlich gotischen Skulpturen, Flügelaltäre und Tafelbilder stammen zum größten Teil aus tschechischen Kirchen.
Im ersten Museumssaal sind verschiedene geschnitzte und von französischer Kunst beeinflusste Madonnen ausgestellt, die aus dem 12. und 13. Jahrhundert stammen. Ein eigener Saal zeigt den um 1330 bis 1350 entstandenen Tafelgemäldezyklus des Meisters von Hohenfurth. Ein weiterer Raum präsentiert Werke des Theoderich von Prag, Hofmaler Karls IV. Des Weiteren sind die einzigartigen erhaltenen Teile eines Flügelaltars mit dem Hauptbild Madonna von Roudnice aus dem Jahr 1380 zu sehen, die dem Meister von Wittingau zugeschrieben werden. Werke des Meisters des Leitmeritzer Altars, sechs Tafeln des Meisters des Altars von Raigern sowie das düstere Triptychon namens Reininghaus-Altar werden dort ebenfalls gezeigt.
Die Büste des heiligen Adalbert und Gemälde von Lucas Cranach dem Älteren bilden den Abschluss der Ausstellung.